# La Momie bleue
La Momie bleue est le dix-huitième tome de la série Lefranc écrit par Patrick Weber et dessiné par Francis Carin, édité en 2007 par Casterman.

## Résumé
A Louxor, une équipe de scientifiques est sur le point de rendre à la vie une momie d'un ancien Égyptien grâce à la culture biologique de cellules souches. Axel Borg qui est associé à cette expérience invite Lefranc à y participer. Mais les principales religions monothéistes s'insurgent et aussitôt la nouvelle connue des troubles éclatent à travers la planète, des attentats menacent la paix en divers points du globe.

## Personnages
- Guy Lefranc
- Jeanjean
- Axel Borg

## Genèse